# Park Makiet „Mikroskala” w Koninie
Centrum Edukacji i Rozrywki Park Makiet „Mikroskala” w Koninie – placówka edukacyjno-wystawiennicza (park miniatur), znajdująca się w Koninie. Park Makiet mieści się na terenie Centrum Rozrywki „Kropka” przy ul. Leopolda Staffa 5.
Park Makiet został otwarty w maju 2013 roku. W ramach ekspozycji prezentowane jest ponad 50 makiet modelarskich, z czego część jest interaktywna, a widz sam uruchamia poszczególne elementy makiet. Makiety przedstawiają sceny o następującej tematyce:
- technika: interaktywne makiety kolejowe, podbój kosmosu, wesołe miasteczko, sterowce, samolot Concorde,
- historia Polski: słup drogowy w Koninie, zamek w Koninie, obrona Zbaraża, kampania wrześniowa i agresja ZSRR na Polskę, stan wojenny w Polsce,
- historia powszechna: flota Krzystofa Kolumba, zatonięcie RMS Titanic, lądowanie w Normandii, atak atomowy na Hiroszimę, Mur Berliński,
- przyroda: dinozaury drapieżne i roślinożerne, tornado, tsunami,
- sceny z literatury, filmu i legend: Arka Noego, Gwiezdne wojny, Wojna światów, Wielka Stopa, Bliskie spotkania trzeciego stopnia, Dzień Niepodległości,
- gry komputerowe: World of Tanks
- bajki i filmy animowane: Shrek, Król Lew, Batman, Kraina Lodu, Toy Story, Auta

Poza Parkiem Makiet na terenie Centrum Rozrywki znajdują się: kino 6D, „kapsuła czasu”, plac zabaw oraz automaty do gier oraz placówki gastronomiczne i handlowe.